# Lowe Stokes
Lowe Stokes, geboren als Marcus Lowell Stokes, (Elijay (Georgia), 1898 of 1900 - 1983) was een Amerikaanse old-time-muzikant. Hij was lid van de Skillet Lickers en speelde een belangrijke rol bij de ontwikkeling van hun onvergelijkbare klanken. Naast 1988 duiden enkele bronnen ook 1900 als Stokes geboortejaar aan, het juiste jaartal is onbekend.

## Jeugd
Van zijn vader en oudere broer leerde hij fiddle spelen. Van de fiddlespeler Joe Lee leerde hij het nummer Katy Hill, waarmee hij de meeste prijzen won bij Fiddler's Conventions.

## Carrière
In 1918 ging Stokes in de band Lick the Skillet Band van Clayton McMichen spelen, die later zou opgaan in de Hometown Boys. Met McMichen speelde Stokes in de loop der jaren steeds weer, ook op latere plaatopnamen. Tijdens tournees, plaatselijke optredens of bij Radio WSB, werd hij veelvuldig begeleid door McMichen. Vanaf 1925 speelde Stokes van tijd tot tijd met andere gastmuzikanten als Bert Layne in de superband Gid Tanners Skillet Lickers, die bestond uit de vier kernmuzikanten Gid Tanner, Riley Puckett, Fate Norris en Clayton McMichen. Als derde fiddlespeler had hij een doorslaggevend aandeel aan de wilde sound van de band.
Naast de Skillet Lickers werkte Stokes ook met John Dilleshaw in zijn band. Tijdens de late jaren 1920 leidde Stokes ook zijn eigen band The North-Georgians, waarmee hij voor Columbia Records talrijke opnamen maakte. Zijn repertoire bestond voornamelijk uit oude fiddle-melodieën, maar ook uit actuele popsongs, ragtime en blues. Met A.A. Gray nam hij onder het pseudoniem The Swamp Rooters de plaat Swamp Cat Rag / Citaco op bij Brunswick Records.
Stokes overleefde ten minste drie zware incidenten. Tijdens de tournees van The Skillet Lickers werd hij meerdere keren aangevallen en met Kerstmis 1930 raakte hij verwikkeld bij een schietpartij, waarna zijn hand moest worden geamputeerd. Een plaatselijke arts behandelde Stokes na het voorval en Bert Layne ontwikkelde samen met een bevriende technicus een prothese, waardoor Stokes weer fiddle kon spelen.
Ondanks de zware verwonding herstelde Stokes weer en leerde omgaan met de prothese. Na 1930 raakte de muziek steeds meer in de achtergrond en Stokes had tot aan zijn pensionering een geregelde baan. Optreden bleef hij sowieso, maar verloor echter door zijn leeftijd de interesse in de fiddle. In 1981 kreeg hij voor Kerstmis een nieuwe fiddle cadeau en Stokes begon weer op te treden. In 1982 verenigde hij zich weer met zijn oude metgezellen uit de jaren 1920 en trad op bij de Brandywine Mountain Music Convention. Een jaar later overleed hij.

## Overlijden
Lowe Stokes overleed in 1983 op 83/85-jarige leeftijd.

## Discografie

### Singles
Columbia Records
- 1928:	Unexplained Blues / Home Brew Rag (met The North-Georgians)
- 192?:	Wave That Frame / Take Me to the Land of Jazz (met The North-Georgians)
- 1929:	Katy Did / Take Me Back to Georgia (met Mike Whitten)
- 1930:	Left All Alone Again Blues / Wish I Had Stayed in the Wagon Yard (met The North-Georgians)
- 1930:	Sailin' Down the Chesapeake Bay / Everybody's Doing It (met The North-Georgians)
- 1930:	It Just Suits Me / Bone Dry Blues (met The North-Georgians)
- 1930:	Billy in the Low Ground / Sally Johnson (met Riley Puckett)
- 1930:	Prohibition Yes or No, Pt.1 / Prohibition Yes or No, Pt.2 (met Riley Puckett)
- 193?:	Row Row Row / Sailing on the Robert E. Lee (met The North-Georgians)

Brunswick Records
- 192?:	Great Hatfield & McCoy Feud Pt.1 / Great Hatfield & McCoy Feud Pt.2 (A-kant als Stokes-Miller-Mcmichen; B-kant als Stokes' Georgia Boys)
- 192?:	Great Hatfield & McCoy Feud Pt.3 / Great Hatfield & McCoy Feud Pt.4 (als Stoke's Georgia Boys)
- 1930:	Swamp Cat Rag / Citaco (met A.A. Gray)

### Albums
- 2000: Lowe Stokes, Vol.1: 1927 - 1930

- Library of Congress Control Number: no99052565
- Virtual International Authority File: 24235836
- WorldCat: E39PBJmhJw69fBT4vDF6fQhrbd